# World Monuments Fund

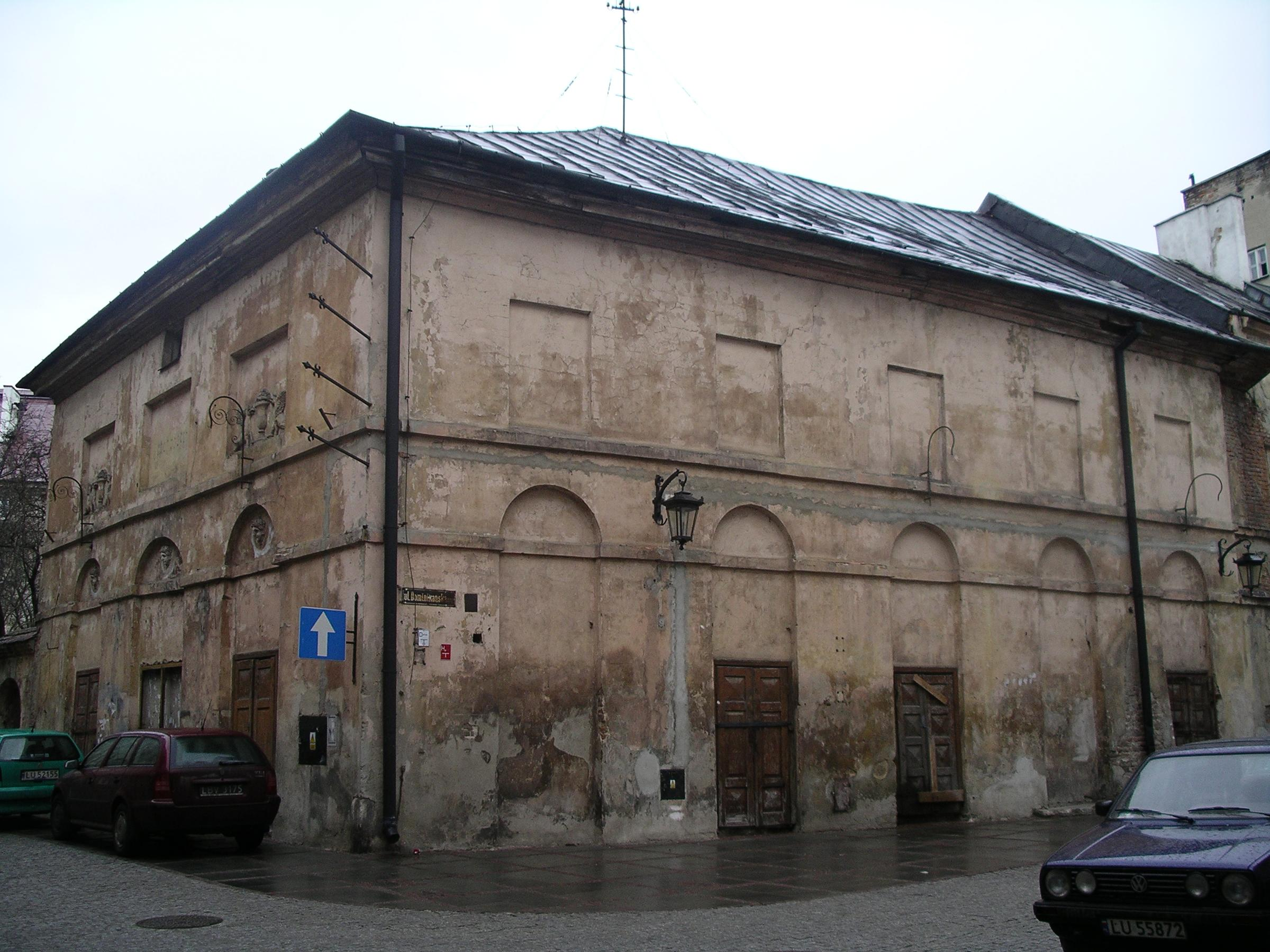
Teatr Stary w Lublinie przed renowacją.

World Monuments Fund (WMF) – międzynarodowa organizacja non-profit, której działalność skierowana jest na ochronę światowej architektury historycznej i dziedzictwa kulturowego poprzez pracę w terenie, adwokaturę, przekazywanie dotacji, edukację i szkolenie.
Organizacja powstała w 1965 roku. Siedziba znajduje się w Nowym Jorku, a biura i oddziały zlokalizowane są na całym świecie, m.in. we Włoszech, Francji, Peru, Portugalii, Hiszpanii i Wielkiej Brytanii. Oddziały identyfikują, rozwijają i kierują projektami, negocjują z lokalnymi partnerami oraz szukają miejscowego wsparcia w celu uzupełnienia wcześniej otrzymanych darowizn.

## World Monuments Watch
Od 1996 roku – co dwa lata – World Monuments Watch działa na rzecz światowego dziedzictwa kulturowego, gdzie istnieje ryzyko spowodowane czynnikami naturalnymi lub z tytułu zmian socjalnych, politycznych oraz ekonomicznych.

### Polskie zabytki na liście
- drewniany kościół św. Michała Archanioła w Dębnie Podhalańskim (1996), (1998)
- kościół Wniebowzięcia NMP w Hebdowie (1996)
- ul. Próżna w Warszawie (1996)
- Twierdza Wisłoujście w Gdańsku (1998), (2000)
- stanowisko archeologiczne w Wiślicy (2002)
- Teatr Stary w Lublinie (2004)
- Szpital Jerozolimski w Malborku (2006)
- Kaplica grobowa Scheiblerów w Łodzi (2006)
- cerkiew św. Paraskewy w Radrużu (2012)